# Cầu Cảng Sydney
Cầu Cảng Sydney (Sydney Harbour Bridge) là cầu chính bắc qua cảng Sydney, là công trình phục vụ xe lửa, xe cơ giới, xe đạp và khách bộ hành khu thương mại trung tâm Sydney (Sydney CBD) và vùng North Shore (mạn biển Bắc). Cầu Cảng Sydney, cùng với cảng, Nhà hát Opera Sydney gân kề là những hình ảnh biểu tượng của Sydney và nước Úc. Cầu Cảng Sydney có biệt danh là "Cái móc áo" (tiếng Anh: The Coathanger) do kiến trúc vòm của nó.
Dưới sự dẫn dắt của kiến trúc sư John Bradfield thuộc Sở Công trình Công cộng, Bang New South Wales, cầu được thiết kế và xây dựng bởi công ty Dorman Long, Middlesbrough, Anh Quốc, và được khánh thành năm 1932. Thiết kế của cầu chịu ảnh hưởng bởi Cầu Cổng Địa ngục (Hell Gate Bridge), thành phố New York. Cầu Cảng Sydney có nhịp chính dài thứ 6 trên thế giới, là cầu vòm cao nhất thế giới, 134 m từ đỉnh cầu xuống mực nước sông. Với chiều rộng 48,8 m, cầu có nhịp dẫn rộng nhất thế giới, trước khi công trình Cầu Cảng Mann ở Vancouver hoàn thành năm 2012.

## Mô tả

Cầu cảng cùng Nhà hát Opera Sydney

Một đầu cầu là Dawes Point (trong khu vực The Rocks của Sydney).
Đoạn đường băng qua cầu gọi là Bradfield Highway, Sydney dài khoảng 1.5 dặm là đường xa lộ dài nhất ở Úc. (Đường ngắn nhất, cũng được gọi là Bradfield Highway, là ở trên cầu Story ở Brisbane).